# ولیکا کروزا
ولیکا کروزا (آلبانیایی: Velika Kruša) روستایی در راهووس واقع در شهرداری کوزوو غربی با جمعیتی حدود ۷۰۰۰ نفر است. این دومین روستا بزرگ در کوزوو است. در طول جنگ کوزوو این روستا پناهگاه ارتش آزادی‌بخش کوزوو بود.